# San Juan Evangelista (Domenichino)
San Juan Evangelista es una pintura del pintor barroco italiano Domenichino. En febrero de 2014 se exhibió en la National Gallery de Londres, en préstamo de una colección privada. 

## Historia
Se cree que la pintura fue encargada por Benedetto (1554-1621) o su hermano Vincenzo Giustiniani (1564-1637), ya que aparece en el inventario de Giustiniani de 1638. Las pinturas de los santos Mateo, Marcos y Lucas (de Nicolas Régnier, Francesco Albani y Guido Reni, respectivamente) también están incluidas, todas ellas declaradas del mismo tamaño que el San Juan. Se ha sugerido, por lo tanto, que las cuatro pinturas fueron concebidas originalmente como una serie.
A pesar del prestigioso encargo, la fecha de ejecución de la pintura sigue sin estar clara. Richard E. Spear, autor de numerosas publicaciones sobre pintura italiana del siglo XVII y uno de los más destacados estudiosos sobre la vida y obra de Domenichino, publicó la obra alrededor de 1627 a 1629. Esto se debe a las similitudes estilísticas con obras como la de San Juan de Sant'Andrea della Valle. Una teoría alternativa, presentada en el análisis de Squarzina del inventario Giustiniani de 1938, especula que el trabajo podría ser anterior a 1621. Otros han indicado fechas entre 1624 y 1628. 
La pintura pasó a través del heredero de Vincenzo Giustiniani al Príncipe Benedetto Giustiniani, en cuyo inventario póstumo de 1793 aparece, luego a Andrea Giustiniani, quien en 1804 rechazó una oferta de compra de 6.500 escudos. Andrea lo llevó a París, probablemente antes de 1806, donde se lo vendió a Alexis Delahante. Delahante y W. Harris se lo vendieron a Richard Hart Davis y luego se vendió alrededor de 1813 con el resto de la colección de Davis a Philip John Miles. Heredado en primer lugar por su hijo, William Miles y luego por su nieto Philip Miles, la pintura se conservó en Leigh Court, donde, junto con otros miembros de la extensa colección de la familia, se pudo ver al momento de la solicitud. Sin embargo, el impacto de la Gran Depresión y una crisis agrícola que deprimió los precios agrícolas debido a las importaciones baratas provenientes del extranjero, atacaron simultáneamente las fuentes de ingresos de esta familia bancaria y terrateniente e hicieron que Sir Philip buscara venderlo en 1884 en Christie's, donde parte de la colección estuvo entre los primeros en ser vendidos bajo los términos de la Ley de Tierras Establecidas de Gladstone. Sin embargo, Domenichino y sus contemporáneos habían pasado de moda para los compradores británicos y El San Juan el evangelista  seguía sin venderse. 
Luego se subastó en Christie's nuevamente en 1899 tras la muerte de Cecil Miles, tercer baronet que era bisnieto de Philip John Miles - esta vez fue comprado en 100 guineas y posteriormente vendido por 70 guineas a M. Colnaghi.
La pintura pasó por esa familia (más tarde dirigida por John Christie y conocida por su conexión con la Ópera del Festival de Glyndebourne ) durante más de un siglo hasta que se subastó en Londres en diciembre de 2009 a un comprador estadounidense por 9,2 millones de libras. Sin embargo, entonces fue intervenido por el gobierno para mantenerlo en el Reino Unido debido a su historial de propiedad en el país. Las galerías británicas no pudieron recaudar suficiente dinero para comprarlo (la Galería Nacional y las Galerías Nacionales de Escocia ya estaban comprometidas en un acuerdo costoso para comprar Diana y Acteón, y Diana y Calisto, ambos de Tiziano ), pero se permitió que otro coleccionista anónimo adquiriera est obra a condición de que se mostrase al público durante tres meses cada año. Luego lo prestó a la Galería Nacional en Londres desde mayo de 2010 hasta agosto de 2011, donde se había exhibido anteriormente de 1992 a 1994.

## Descripción
San Juan Evangelista es representado como un hombre joven acompañado por su símbolo tradicional, el águila y dos putti. Su mirada se dirige hacia Dios, hacia arriba cuando recibe la inspiración para su evangelio, enfatizada por la fuerte luz de claroscuro que se apodera de él. Esto era típico del estilo del artista, continuando a la manera del difunto Rafael y su propio maestro Annibale Carracci. 
Se dice que la composición está inspirada en la escultura clásica, con algunos comentaristas que apuntan específicamente a The Laocoon. Esto también es evidente en otros tratamientos a gran escala de Domenichino del tema, como en la Madonna y el Niño con los santos Juan el Evangelista y Petronio y el padrino en la iglesia de Sant'Andrea della Valle. La pintura también incluye un ejemplo de la pintura de paisajes del artista, un aspecto de su obra que fue particularmente influyente en personajes como Claude Lorrain y Nicolas Poussin. Este elemento del trabajo originalmente estaba más comprimido en la sección de la derecha del lienzo, y la arquitectura tenía prioridad. Sin embargo, Domenichino reconsideró este diseño y pintó una extensión del paisaje en la pared. Otras alteraciones también son visibles en los libros, la mano del putti derecho y la colina más grande del paisaje. 